# Greim (Wölzer Tauern)
Der Greim ist ein 2474 m ü. A. hoher markanter Berg in den südlichen Wölzer Tauern. Er liegt auf dem Gemeindegebiet von St. Peter am Kammersberg in der Steiermark.
Der Greim bildet zwischen dem Feistritzgraben im Westen und dem Eselbergbach im Osten den Eckpfeiler des Kamms, der über Rettelkirchspitze (2475 m) und Hochstubofen (2385 m) nach Nordwesten zum Sölkpass zieht. Nach der Rettelkirchspitze ist der Greim der zweithöchste Berg der Wölzer Tauern.
Der Greim ist unschwierig zu besteigen, etwa von Norden aus dem hinteren Eselbergtal von der unbewirtschafteten Neunkirchner Hütte (1535 m) aus, oder von den Ortschaften im Süden über Pöllau am Greim und die Greimhütte (1680 m) über Wiesen zum Gipfel. Der Greim ist als lohnendes Skitourenziel bekannt, die Standardabfahrt führt durch das weite Südkar der Greimrinne.
Die Greimhütte ist über eine Fahrstraße erreichbar.